# Angelo Lomaglio
Angelo Lomaglio, nome completo Angelo Maria Rosario Lomaglio (Caltanissetta, 1º aprile 1956), è un politico italiano.

## Biografia
Esponente dei Democratici di Sinistra, è stato vicesindaco di Caltanissetta con delega alle Infrastrutture, ai Rifiuti e alle Politiche della casa nella giunta guidata da Salvatore Messana e in precedenza assessore dell'amministrazione Abbate.
Viene eletto alla Camera dei deputati nel 2006 per la XV Legislatura nella lista de l'Ulivo nella circoscrizione Sicilia 1. A Montecitorio ha fatto parte della Commissione territorio e di quella d'inchiesta sul ciclo dei rifiuti. Resta deputato fino al 2008.
Al IV Congresso Nazionale dei Democratici di Sinistra aderisce alla mozione presentata da Fabio Mussi. Aderisce quindi al movimento Sinistra Democratica, per poi abbandonarlo nel dicembre del 2008 allo scopo di fondare una lista locale per le successive elezioni amministrative a Caltanissetta.
Nell'aprile del 2009 aderisce al Partito Democratico.
I primi di giugno  2013 la Giunta regionale siciliana di Rosario Crocetta lo nomina direttore del Centro di Formazione Permanente e l'Aggiornamento del Personale del Servizio Sanitario (CEFPAS) di Caltanissetta; come direttore del Centro farà riferimento direttamente Assessore alla salute della Regione Siciliana.